# Romeo and Juliet (1916)

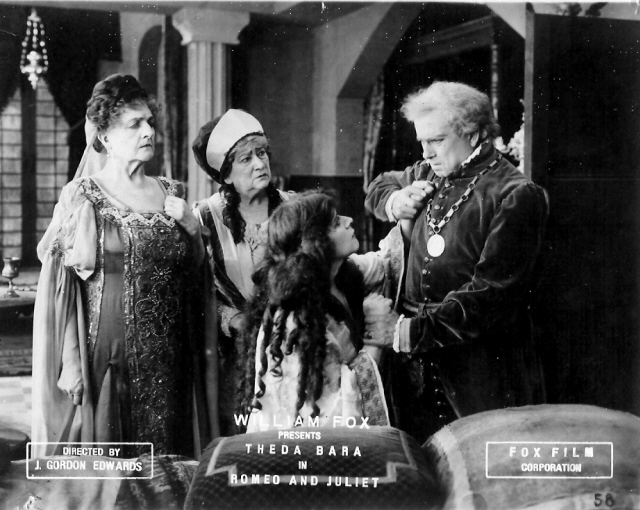
Bara (centro) em uma cena do filme.

Romeo and Juliet é um filme mudo de drama romântico norte-americano de 1916, dirigido por J. Gordon Edwards e estrelado por Theda Bara. O filme foi baseado na peça de William Shakespeare, Romeu e Julieta e produzido pela Fox Film Corporation.
O filme foi filmado no Fox Studios, em Fort Lee, Nova Jérsei.

## Elenco
- Theda Bara como Julieta
- Harry Hilliard como Romeu
- Glen White como Mercutio
- Walter Law como Friar Laurence
- John Webb Dillon como Tybalt
- Einar Linden como Paris
- Elwin Eaton como Montague
- Alice Gale como Nurse
- Helen Tracy como Lady Capuleto
- Victory Bateman como Lady Montague
- Jane Lee
- Katherine Lee
- May De Lacy
- Edward Holt como Capuleto

## Status de conservação
O filme atualmente é considerado perdido..